# ياردروم
ياردروم (بالنرويجية: Gjerdrum)‏ هي بلدية في مقاطعة آكرشوس بالنرويج وتعد جزءا من منطقة رومريك التاريخية.
أسست البلدية سنة 1838. تحدها كل من نينيستاند، نيتيدال، أولانساكر، سكيدسمو وسوروم. المقر الإداري للبلدية هو قرية آسك.

## التسمية
سميت البلدية نسبة إلى مرزعة ياردروم (باللغة النوردية القديمة: يارورفين). الجزء الأول مشتق من اسم نهر يارو أما الجزء الأخير «فين» فيعني المرج أو المرعى. اسم النهر يارو مشتق من الكلمة النوردية القديمة «يارور» وتعني السياح أو الحاجز.

## شعار النبالة
اعتمد شعار النبالة سنة 1993 وهو يصور ما يسمى بالنرويجية «سكي غارد» بلون فضي (سياج من نوع خاص يصنع من الخشب، وهو مستعمل بكثرة في الريف في كل من النرويج والسويد وإستونيا)، أما الخلفية فهي خضراء اللون.

## المجموعات العرقية
عدد الأقليات (الجيل الأول والثاني) حسب موطن الأصل (2015):
| الموطن الأصلي | العدد |
| ------------- | ----- |
| بولندا        | 222   |
| ليتوانيا      | 128   |
| السويد        | 57    |
| الدنمارك      | 35    |
| ألمانيا       | 35    |

## روابط خارجية
- معلومات حول البلدية في موقع الإحصاءات النرويجي.
- فريق GIL المحلي لكرة القدم.